# Радагаст
Радагаст Бурый (англ. Radagast the Brown) (в других переводах — Радагаст Карий) — в произведениях Дж. Р. Р. Толкина — Майа, один из истари (магов), член Белого Совета, более других сведущий в травах и повадках зверей и птиц — отсюда происходит его имя на квенья — Aiwendil (англ. Bird-friend, что значит «Друг птиц»).

## История создания и возможные прототипы
По мнению Джона Д. Рэйтлиффа, автора «Истории „Хоббита“», имя «Радагаст» может происходить из одного из следующих европейских языков: древнеанглийского, готского и одного из славянских. Из них древнеанглийский наиболее близок к тем языкам, на которых говорили люди в Долинах Андуина. В нём «rad» это название для одной из рун, которая обозначает букву «R» и значит «дорога», а «gast» — основное название для «духа» с меняющимся значением от «ангела» до «человеческого создания». Таким образом, «Радагаст» может означать «Дух Дороги». Однако Толкин придумал имя «Радагаст» до того, как изменил первоначальное славянское имя «Медведь» (Medwed) на древнеанглийское «Беорн» (Beorn); также оно предшествует изменению нолдоринского имени «Бладортин» (Bladorthin) на древнеисландское «Гэндальф» (Gandalf). Поэтому можно предположить, что это имя скорее славянское, нежели германское. Адам Бременский в своей работе «Деяния архиепископов гамбургской церкви» упоминает, что у вендов (wends), западных славян, живших между реками Эльба и Одер, был священный город Ретра (согласно Якобу Гримму, это название переводится как «главное место славянского язычества»), в котором был большой храм, посвященный богу Радегасту (Radegast). Более ранний летописец утверждает, что «Радегаст» это название города. Гримм называет Радегаста славянским эквивалентом Водана (Одина) германской мифологии и Гермеса (Меркурия) в классическом пантеоне богов.
Ещё одна фигура, которая могла вдохновить Толкина (и, по мнению автора «Истории „Хоббита“», это наиболее вероятный прототип), — готский король и военный вождь «Радагайс» (Radagaisus) (умерший в 406 г. н. э.), чьё имя воспроизводится в некоторых источниках XVIII—XIX вв. как «Радагаст» (Rhadagast). Однако исторический персонаж совсем не похож на Радагаста легендариума Толкина («The History of the Hobbit: Mr Baggins v.1» by John Rateliff; 2007, HarperCollins Publishers, pp. 276–279).

## Имена и титулы
Согласно эссе «Истари» из «Неоконченных сказаний», имя Радагаст значит «прислужник животных» на адунаике, одном из разработанных Толкином языков. Кристофер Толкин, тем не менее, замечал, что отец хотел изменить происхождение имени путём ассоциирования его с древним языком людей долины Андуина — как для Гэндальфа и Сарумана. Правда, значение имени не изменилось бы — Толкин замечал, что это имя «сложно разобрать». Одно из предположений гласит, что имя наследует древнеанглийское rudugást, «бурый дух». Титул «Бурый» — просто намёк на бурую, цвета земли, мантию; у каждого Истари была мантия определённого цвета, отражающая их иерархию.

## В кино
В первой киноадаптации Питера Джексона — «Властелине колец» — Радагаста не было: от него остался лишь лунный мотылёк, через которого Гэндальф с башни Ортханка передал просьбу о помощи.
Как полноценный герой Радагаст появился в трилогии «Хоббит». Там он владеет магией, способной противостоять могучей тёмной силе. С её помощью он отгоняет от своего дома гигантских пауков из Лихолесья. Именно Радагаст первым обнаружил присутствие Некроманта в Дол-Гулдуре и вскоре сообщил об этом Гэндальфу. В поединке с Королём-чародеем он выбивает его меч своим посохом. Фактически Радагаст представляет собой друида, знакомого с каждым зверем в Лихолесье. Передвигается на санях, запряжённых гигантскими кроликами из Росгобела, со скоростью, превосходящей скорость варгов. Эксцентричен и чудаковат, однако Гэндальф считает, что Радагаст Бурый — великий маг. Он также принимает участие в Битве Пяти Воинств.
Предводитель Ордена Истари Саруман, пытаясь сорвать поход на Дол-Гулдур, уверяет, что все сведения Радагаста — чепуха, он «просто переел грибов», и вообще негоже магу-Истари шляться по лесам (подобное отношение Сарумана к Радагасту у Толкина отражается в тексте «Властелина колец», в сцене пленения Гэндальфа Саруманом, где тот за глаза саркастически называет Радагаста «грозным повелителем пташек», «простаком» и «дураком»).

## В играх
Радагаст появляется в качестве персонажа игр Властелин Колец Онлайн в городе Ост Гурут (англ. Ost Guruth), в The Lord of the Rings: War in the North, в игре Lego The Lord of the Rings, а также в Lego The Hobbit.